# Brési

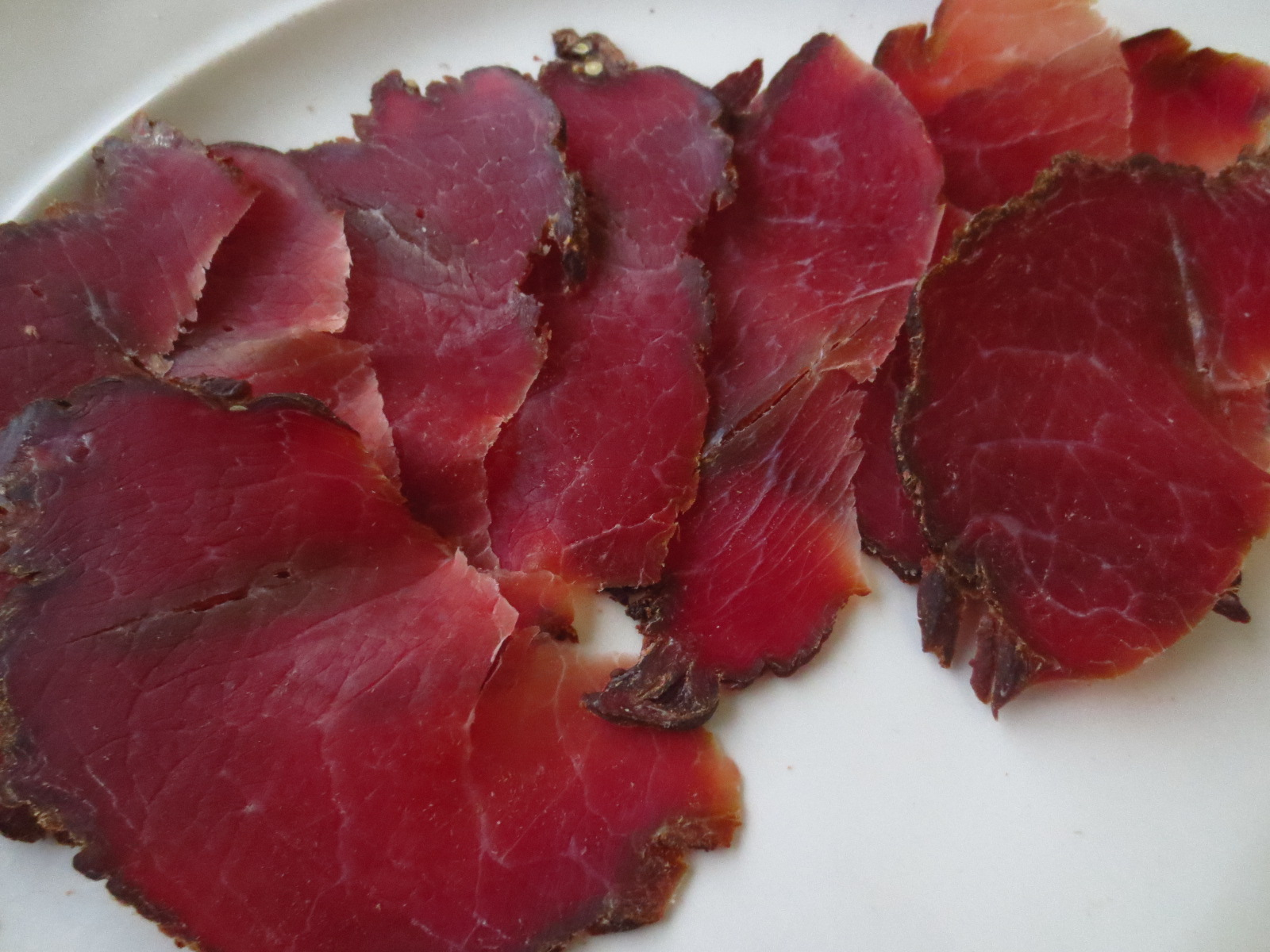
Plato con tajadas de brési.

Brési, Braisi es carne de vacuno que ha sido salada, secada y ahumada, la misma se prepara en Suiza y en el Departamento de Doubs, Francia. Se asemeja al  Buendnerfleisch de Grisons . Brési es por lo general servida en tajadas delgadas como plato de entrada, o como un acompañamiento de fondues.
Brési es mencionado por primera vez en tratados sobre gastronomía hacia 1560.  Su nombre proviene de su color rojo intenso que se asemeja al color del palo brasil, la madera asiática (por esa época muy valorada), que también por esa época le dio su nombre a Brasil.

## Preparación
En Suiza, en el cantón de Jura y la Jura bernesa, dos productos muy diferentes se fabrican bajo el nombre o braisi breusi. Un producto es un pedazo de carne salada y ahumada  brevemente y utilizada para cocinar. La otra versión, es la más tradicional, consiste de un trozo de carne salada, ahumada y secada al aire. El producto es consumido crudo, cortado en rodajas finas.
En Francia, el Brési se prepara con trozos de carne de vacuno de las razas Montbeliarde y Simmental francesas. Las piezas son saladas con sal y algunas veces se las frota con hierbas (tomillo, hojas de laurel, clavo, enebro) y luego se someten a secado y ahumado durante tres semanas en un ahumadero alimentado con madera resinosa. Este método de preparación da a la carne  Brési su color rojo intenso, dureza y potentes aromas.